# Кошляківська сільська рада (Підволочиський район)
Кошля́ківська сільська́ ра́да — адміністративно-територіальна одиниця та орган місцевого самоврядування в Підволочиському районі Тернопільської області. Адміністративний центр — село Кошляки.

## Загальні відомості
- Територія ради: 4,5 км²
- Населення ради: 1 329 осіб (станом на 2001 рік)

## Населені пункти
Сільській раді були підпорядковані населені пункти:
- с. Кошляки
- с. Голотки

## Склад ради
Рада складалася з 16 депутатів та голови.
- Голова ради: Берекета Василь Андрійович

### Керівний склад попередніх скликань
| Прізвище, ім'я, по батькові | Основні відомості                                                             | Дата обрання | Дата звільнення |
| --------------------------- | ----------------------------------------------------------------------------- | ------------ | --------------- |
| Лиманець Надія Ярославівна  | Сільський голова, 1956 року народження, позапартійна                          | 26.03.2006   | 31.10.2010      |
| Берекета Василь Андрійович  | Сільський голова, 1974 року народження, освіта середня загальна, безпартійний | 31.10.2010   |                 |

Примітка: таблиця складена за даними сайту Верховної Ради України

### Депутати
За результатами місцевих виборів 2010 року депутатами ради стали:

#### За суб'єктами висування
| Суб'єкт висування | Кількість обраних депутатів | %   |
| ----------------- | --------------------------- | --- |
| Самовисування     | 16                          | 100 |

#### За округами
| № округу | Прізвище, ім'я, по батькові     | Дата визнання обраним | Освіта             | Партійна приналежність | Відомості про обраного депутата                                                                               |
| -------- | ------------------------------- | --------------------- | ------------------ | ---------------------- | --- |
| 1        | Года Андрій Євгенович           | 01.11.2010            | середня            | позапартійний          | тимчасово не працює                                                                                           |
| 2        | Сікора Богдан Ігорович          | 01.11.2010            | вища               | позапартійний          | Гнилицика загальноосвітня школа І-ІІІ ст. Підволочиського р-ну, вчитель                                       |
| 3        | Трипалюк Андрій Ярославович     | 01.11.2010            | вища               | позапартійний          | Кошляківська загальноосвітня школа І-ІІІ ст., вчитель                                                         |
| 4        | Года Євген Миколайович          | 01.11.2010            | вища               | позапартійний          | тимчасово не працює                                                                                           |
| 5        | Щербатюк Володимир Мирославович | 01.11.2010            | середня спеціальна | позапартійний          | приватний підприємець                                                                                         |
| 6        | Крисоватий Ростислав Богданович | 01.11.2010            | середня            | позапартійний          | ВАТ «Підволо-чиськгаз» Тернопільської обл., слюсар                                                            |
| 7        | Шупа Мирослав Олександрович     | 01.11.2010            | середня            | позапартійний          | Кошляківська сільська рада Підволочиського р-ну, інспектор по земельних питаннях                              |
| 8        | Живчик Ірина Тихонівна          | 01.11.2010            | середня            | позапартійна           | тимчасово не працює                                                                                           |
| 9        | Филюк Наталія Мар'янівна        | 01.11.2010            | вища               | позапартійна           | Гнилицька загальноосвітня школа І-ІІІ ст. Підволочиського р-ну, вчитель                                       |
| 10       | Яковенко Василь Михайлович      | 01.11.2010            | вища               | позапартійний          | загальноосвітня школа І-ІІІ ст. № 19 м. Тернопіль, вчитель                                                    |
| 11       | Софіюк Ганна Богданівна         | 01.11.2010            | вища               | позапартійна           | Кошляківська сільська рада Підволочиського району, секретар сільської ради                                    |
| 12       | Навроцький Зіновій Ярославович  | 01.11.2010            | середня            | позапартійний          | тимчасово не працює                                                                                           |
| 13       | Клебанюк Лариса Ігорівна        | 01.11.2010            | середня спеціальна | позапартійна           | відділення зв"язку с. Кошляки Підволочиського р-ну, листоноша                                                 |
| 14       | Пипа Галина Іванівна            | 01.11.2010            | середня спеціальна | позапартійна           | Лікарська амбулаторія лікаря загальної практики (сімейного лікаря) с. Кошляки Підволочиського р-ну, медсестра |
| 15       | Навроцька Ольга Іванівна        | 01.11.2010            | вища               | позапартійна           | церква Св. Трійці с. Голотки Підволочиського району, псаломщик                                                |
| 16       | Хорошко Богдан Миколайович      | 01.11.2010            | середня            | позапартійний          | загальноосвітня школа І ст. с. Голотки, відповідальний за газове господарство                                 |